# Île Geoffroy
Pour les articles homonymes, voir Geoffroy.
L’île Geoffroy est une îlot de Nouvelle-Calédonie appartenant administrativement à Boulouparis.